# Leucochrysa bullata
Leucochrysa bullata is een insect uit de familie van de gaasvliegen (Chrysopidae), die tot de orde netvleugeligen (Neuroptera) behoort. 
Leucochrysa bullata is voor het eerst wetenschappelijk beschreven door C. Tauber in 2007.